# Echymipera kalubu
Espèce
Statut de conservation UICN

 LC  : Préoccupation mineure
Echymipera kalubu est une espèce de marsupiaux.

## Répartition
Echymipera kalubu est présent en Papouasie-Nouvelle-Guinée.

## Habitat
Ce bandicoot se rencontre en forêt.

## Comportement
Echymipera kalubu est un marsupial nocturne qui se nourrit d'invertébrés et de fruits tombés au sol.

## Publication originale
- Fischer, J. B. 1830 [1829]: Synopsis Mammalium. Stuttgart, 752 pages (texte intégral) (Perameles kalubu p. 274).